# Revolution (canción de Denise Rosenthal)
«Revolution» —en español: «Revolucion»— es el quinto sencillo del tercer álbum de estudio Fiesta de la cantante pop chilena D-Niss. Lanzado el 17 de agosto de 2014 en Chile con la publicación del videoclip oficial en la cuenta de Youtube de la cantante, el cual causó polémica en redes sociales. Su estreno se vio interrumpido por un accidente automovilístico sufrido por D-Niss cuando se dirigía a las grabaciones del clip durante mayo del mismo año.

## Lanzamiento
Su lanzamiento se anunció en el concierto ofrecido durante los días 10 y 11 de mayo en la sala SCD de Vespucio, la misma cantante dijo estar próxima a grabar el videoclip para seguir promocionando Fiesta, el lanzamiento estaba programado para mediados de junio promocionando el sencillo durante invierno pues la ambientación del clip tenía esa convocatoria. Posteriormente este se vio interrumpido por un accidente de la artista en medio de las grabaciones.  de la cantante pop chilena D-Niss. Lanzado el 17 de agosto de 2014 en Chile con la publicación del videoclip oficial en la cuenta de Youtube de la cantante, el cual causó polémica en redes sociales. Su estreno se vio interrumpido por un accidente automovilístico sufrido por D-Niss cuando se dirigía a las grabaciones del clip durante mayo del mismo año.

## Composición y estilo
La canción fue escrita durante febrero de 2013 en conjunto con su entonces pareja y productor Bastián Herrera demorando cerca de 2 horas en componer y terminar los arreglos para luego ser re-grabada en abril en estudios ferona. Influenciado por el R&B y la música negra se evidencia una fuerte tendencia a las consolidadas Beyoncé y Alicia Keys. Revolution fue escogida para abrir los fuegos del nuevo disco pues seria la encargada de promocionar el álbum siendo sustituida por Fiesta por ser quien da título a la placa.

### Intervención Urbana
Finalmente el 30 de julio de 2014 se oficializó el lanzamiento y promocionó de manera extraordinaria con una gran intervención realizada en la estación de metro quinta normal acaparando la atención de los medios locales, D-Niss realizó el flashmob se llevó a cabo de manera sorpresiva avisado 1 hora antes del show para que la gente llegara al lugar. Los músicos se integraron de a poco mientras sonaba la canción Fiesta) que estuvo mezclada junto a I Wanna Give My Heart y Dance con una extensión de 10 minutos, para luego culminar el espectáculo con Revolution integrando en escena a 30 bailarines en la academia de baile Rodrigo Diaz.

## Recepción
La canción tuvo una escasa rotación radial debutando en el número 99 la primera semana, para luego llegar al tope en la posición n° 77 gracias al estreno del videoclip el cual acumuló más de 100 mil visitas en menos de 24 hrs, posicionando la canción y el vídeo como los más vistos durante la última semana de agosto en Chile. El polémico destape de D-Niss en el vídeo acaparó todos los portales web del país dando gran promoción a la producción que se esperaba desde más de 4 meses.

## Videoclip
El rodaje estuvo enmarcado a finales de mayo en locaciones como el Cerro San Cristóbal, Bellavista y los estudios de Moviecenter; dicha grabación se vio interrumpida por el accidente protagonizado por la cantante y un bus del Transantiago a finales de mayo, lo que la imposibilitó estar presente en el ciclo de conciertos de el teatro municipal de las condes junto a  Anita Tijoux y Javiera Mena cancelando su presentación. Las últimas escenas fueron grabadas en los estudios de Cineplanet a principios de agosto, para finalmente ser estrenado el 17 del mismo mes, al finalizar la transmisión de Movistar música presentando el clip. El vídeo tuvo la colaboración, auspicio y producción de Adidas, George Van Knorring, Moviecenter, Eduardo Diaz, Topshop, Swaroski estuvo a cargo de la dirección de Nicolas Martínez Bergen y con la coreografía de Gabo López Lillo con quien ha trabajado desde la gira Denise Rosenthal Live. 
La escena que causó polémica en este video fue cuando D-Niss hizo una escena en la ducha completamente desnuda, la cual obtuvo críticas negativas en redes sociales.

## Promoción
La canción fue interpreta por primera vez de manera exclusiva en santiago durante la feria Mercado convite el 13 de octubre de 2013. Luego en agosto de 2014 D-Niss se presentó en el late de Eduardo Fuentes, Buenas Noches (Canal 13); apareciendo a mitad de programa cantan el sencillo y siendo tendencia a nivel mundial durante todo el bloque. También presentó el sencillo en Super Bueno (Vía X), Soundtrack, El Show después del late y Nicolate (Vive TV), entre otros.

### Formatos
| Descarga digital |              |          |  |
| N.º              | Título       | Duración |  |
| 1.               | «Revolution» | 04:03    |  |

| AirPlay YouYube |                                      |          |  |
| N.º             | Título                               | Duración |  |
| 1.              | «Revolution (Remix Nicolas Quiroga)» | 04:03    |  |

## Listas musicales de canciones
| Chart (2013)            | Máxima posición |
| ----------------------- | --------------- |
| Chile (Top 100 Singles) | 77              |